# Ljudska mašina
Ljudska mašina je epizoda Dilan Doga objavljena u Srbiji premijerno u svesci br. 147. u izdanju Veselog četvrtka. Sveska je objavljena 16.05.2019. Koštala je 270 din (2,27 €; 2,65 $). Imala je 94 strane.

## Originalna epizoda
Originalna epizoda pod nazivom La macchina umana objavljena je premijerno u br. 356. regularne edicije Dilana Doga u Italiji u izdanju Bonelija. Izašla je 20.04.2016. Epizodu je nacrtao Fabicio de Tomazo, a scenario napisala Alesandro Bilota. Naslovnu stranu nacrtao Anđelo Stano. Koštala je 3,5 €.

## Kratak sadržaj
Dilan se u ovoj epizodi vraća istraživanju društvenih košmara. Da bi istražio eksploataciju radnog čoveka i velikoj korporaciji pod imenom DayDream, Dilan se zapošljava umesto svog klijenta. Na radnom mestu, Dilan prolazi kroz sve noćne more savremnog zaposlenog čoveka, koji nakon što završi radni vek i otplati sve kredite više nema želju za životom. Njegov klijent sada živi kao slobodan čovek, dok je Dilan zaboravio zašto ga je klijent uopšte angažovao. Dilan, kao i svi ostali zaposlenici ne uspevaju da se odupru striktnikm pravilima velikih korporacija sve dok ne dođu na ideju da je unište.

### Značaj epizode
Epizoda obnavlja ideju Herberta Merkuzea, pripadnika Frankfurtske škole marksizma, iznesenu u knjizi Čovek jedne dimenzije (1964). U knjizi Markuze ispituje savremene oblike socijalne represije u Americi i Sovjetskom savezu i zaključuje kako je savremeno industrijsko društvo stvorilo čovekove lažne potrebe pomoću kojih ga drži u nevidljivom ropstvu. Gručo Marks na nekoliko mesta citira još neke filozofe koji su pripadali ovoj školi (str. 44-5).

### Ponovno pojavljivanje Džona Gousta
Daydream je korporacija u vlasništvu Ghost Enterprises, Džona Gousta. Zaposlenici koriste nobve modele njegovog telefona (Goust 9500).

## Inspiracija rok muzikom
Dilan preko ebaya prodaje svoju ploču King Crimson In the Court of King Crimson.